# Holoparamecus azoricus
Holoparamecus azoricus is een keversoort uit de familie zwamkevers (Endomychidae). De wetenschappelijke naam van de soort werd in 1942 gepubliceerd door Mequignon.